# Батарашти (Валча)
Батарашти (рум. Batârăşti) насеље је у Румунији у округу Валча. Oпштина се налази на надморској висини од 340 m.

## Становништво
Према подацима из 2011. године у насељу је живело 2532 становника.